# Домино (филм)
„Домино“ (на английски: Domino) е американски игрален филм от 2005 година, базиран на истинска история за живота на ловеца на глави - Домино Харви. Режисьор и продуцент на филма е Тони Скот, а главните роли са поверени на Кийра Найтли и Мики Рурк. 5 месеца преди премиерата на филма, първообраза Домино Харви се самоубива в жилището си, където е под домашен арест за търговия с наркотици.

## В ролите
| Актьор           | Роля             |
| ---------------- | ---------------- |
| Кийра Найтли     | Домино Харви     |
| Мики Рурк        | Ед               |
| Едгар Рамирес    | Чоко             |
| Делрой Линдо     | Уилямс           |
| Мо'Ник           | Латийша Родригес |
| Дабни Колман     | Дрейк Бишоп      |
| Луси Лиу         | Тарин Майлс      |
| Мейси Грей       | Лашандра Дейвис  |
| Кристофър Уокън  | Марк             |
| Жаклин Бисет     | Софи             |
| Мена Сувари      | Кими             |
| Питър Джейкъбсън | Бърк Бекет       |
| Том Уейтс        | Скитникът        |